# Rytuał Musgrave’ów
Rytuał Musgrave’ów (ang. The Adventure of the Musgrave Ritual) – opowiadanie sir Arthura Conana Doyle’a z serii przygód detektywa Sherlocka Holmesa, pochodzące ze zbioru Wspomnienia Sherlocka Holmesa. Pierwotnie opowiadanie zostało opublikowane w czasopiśmie „The Strand Magazine” w maju 1893. Inne tytuły polskich przekładów, to: Spuścizna rodowa, Katechizm rodziny Musgrave’ów i Rytuał rodu Musgrave’ów.

## Fabuła
Doktor Watson rozmawia z Sherlockiem Holmesem o różnych przedmiotach i ich historii. Holmes pokazuje mu kawałki brudnego metalu. Swego czasu, kiedy był na wakacjach u swojego przyjaciela ze szkolnej ławy, Reginalda Musgrave’a, ten poprosił go o rozwiązanie sprawy zaginięcia jego lokaja, Bruntona. Miało ono związek z tajemniczym „Rytuałem Musgrave’ów”, którym przed swoim zniknięciem Brunton bardzo się interesował. Reginald Musgrave przyłapał go w środku nocy, czytającego rodzinny dokument z zagadkowym tekstem rytuału. Oburzony, że służący grzebie w jego prywatnych papierach, odprawia go. Brunton prosi chlebodawcę o pozostawienie go na służbie jeszcze przez miesiąc i w rezultacie uzyskuje odroczenie zwolnienia o tydzień. Po kilku dniach jednak znika.
Holmes analizuje dokument z rytuałem – starą kartę papieru z napisanym na niej wierszem, który ma być wskazówką do odnalezienia skarbu. Dotychczas nikt z rodziny Musgrave’ów nie zdołał rozwiązać zagadki zawartej w tekście, ale – jak się wydaje – Bruntonowi się to udało. Reginald Musgrave opowiada detektywowi o swoim lokaju, byłym nauczycielu, który po śmierci żony stał się uwodzicielem. Rozkochał w sobie i zaręczył się z pokojówką Rachel Howells, ale potem ją porzucił dla innej. Rachel była dziewczyną mściwą i nigdy mu tego nie wybaczyła. Jednakże ona również znika, co zapewne ma związek z zaginięciem Bruntona. Ogarnięta histerią wskutek pytań o byłego kochanka, nocą ucieka przez okno ze swojego pokoju. Jej ślady prowadzą nad brzeg stawu i tam się urywają. Poszukiwania dziewczyny nie dają rezultatu, po przegrabieniu dna odnaleziono jedynie woreczek z kawałkami metalu i kolorowymi szkiełkami.
Holmes nie szczędzi wysiłków, żeby wyjaśnić zagadkę rytuału. Dowiaduje się, że Brunton przed zaginięciem pytał Musgrave’a o wysokość wiązu, powalonego przez piorun. Przypomina sobie również, że w tekście rytuału jest mowa o słońcu, stojącym nad dębem (w wersji filmowej z Jeremym Brettem w roli Holmesa była to strzałka z figurką dębu, wskazująca kierunek wiatru) i o cieniu, którzy rzucał wiąz. Okazuje się, iż Musgrave zna wysokość drzewa. Dzięki temu obaj mężczyźni, za pomocą równań trygonometrycznych, są w stanie obliczyć długość cienia, rzucanego niegdyś przez wiąz (pozostaje problemem czy drzewo w połowie XIX miało tę samą wysokość co 200 lat wcześniej). Następnie – kierując się wskazówkami rytuału – ustalają liczbę kroków, prowadzących do skarbu. W rezultacie trafiają do starej drewutni, a w niej odkrywają ciężką, kamienną pokrywę i ukrytą pod nią kryptę. W piwnicy – zamiast skarbu – odnajdują zwłoki Bruntona. Holmes bada znalezione w stawie kawałki metalu i szkiełka. Po ich umyciu odkrywa, że metal to złoto, a szkiełka to kamienie szlachetne, i że są to szczątki połamanej korony królów Anglii. Insygnium należało do ściętego podczas wojny domowej króla Karola I Stuarta. Przodek Musgrave’a, zwolennik króla, odzyskał połamaną na kawałki koronę i ukrył ją, a wskazówki dotyczące jej przyszłego odnalezienia zawarł w tekście rytuału. Niestety nie zdążył wyjawić swemu synowi znaczenia wiersza i następne pokolenia Musgrave’ów nie zwróciły klejnotu Karolowi II, gdyż nikt nie zdołał odczytać zaszyfrowanej wiadomości. Udało się to dopiero Bruntonowi, który odnalazł piwnicę, ale sam nie był w stanie podnieść zamykającej ją pokrywy. Poprosił więc o pomoc Rachel, a kiedy podawał jej skarb, ciężkie zamknięcie opadło i przypieczętowało jego los. Holmes już nie zdołał ustalić, czy Rachel rozmyślnie opuściła pokrywę, czy był to wypadek, dziewczyna bowiem nigdy nie została odnaleziona.
Holmes mówi, iż była to trzecia ze spraw w jego karierze (pierwszą była Gloria Scott, brak danych, co było drugą).

## Tekst „Rytuału Musgrave’ów”
Czyje to było?
Tego, co odszedł.
Czyje to będzie?
Tego, kto przyjdzie po nim.
W jakim to było miesiącu?
W szóstym od pierwszego.
Gdzie stało słońce?
Nad dębem.
Gdzie był cień?
Pod wiązem.
Jak wymierzać kroki?
Na północ dziesięć i dziesięć, na wschód pięć i pięć, na południe dwa i dwa, na zachód jeden i jeden i w dół.
Co za to winnyśmy dać?
Wszystko, co mamy.
A dlaczego musimy to dać?
Bo nam to powierzono.

## Ekranizacje
- 1912 w roli Holmesa Georges Tréville[1]
- 1922 w roli Holmesa Eille Norwood[2]
- 1968 w roli Holmesa Peter Cushing[3]
- 1986 w roli Holmesa Jeremy Brett[4]